# An Phước, Đồng Nai
An Phước là một xã thuộc tỉnh Đồng Nai, Việt Nam.

## Địa lý
Xã An Phước nằm ở phía bắc huyện Long Thành, có vị trí địa lý:
- Phía đông giáp xã Long Đức
- Phía tây giáp xã Tam An
- Phía nam giáp xã Phước Thiền, huyện Nhơn Trạch và thị trấn Long Thành
- Phía bắc giáp phường Tam Phước, thành phố Biên Hoà và xã An Viễn, huyện Trảng Bom.

Xã An Phước có diện tích 32,38 km², dân số năm 2014 là 30.038 người, mật độ dân số đạt 927,7 người/km².

## Hành chính
Xã An Phước được chia thành 8 ấp: 1, 2, 3, 5, 6, 7, 8, Bàu Cá.

## Lịch sử
Ngày 6 tháng 11 năm 2006, Uỷ ban Nhân dân tỉnh Đồng Nai ban hành Quyết định 9537/QĐ-UBND, trong đó thành lập ấp 7 từ một phần ấp 8.